# The Island of Dr. Moreau (1996)
The Island of Dr. Moreau is een Amerikaanse sciencefiction/horrorfilm uit 1996, de derde verfilming van het gelijknamige boek van H.G. Wells. Hoofdrollen werden vertolkt door Val Kilmer, Fairuza Balk, David Thewlis en Ron Perlman.

## Verhaal
We schrijven 2010. De wetenschapper Dr. Moreau heeft iets gedaan wat tot dusver voor onmogelijk werd gehouden: menselijk DNA overbrengen in dieren om ze een meer humanoïde uiterlijk te geven en hun dierlijke instincten te onderdrukken. Zo wil hij de perfecte mens maken: vrij van haat en nijd. Na vele pogingen is slechts een van zijn experimenten succesvol. De minder succesvolle creaties krijgen dagelijks een drug toegediend om te voorkomen dat ze vervallen in hun oude dierlijke gewoontes. Bovendien houdt de dokter ze onder de duim met shocktherapie.
Een van de wezens ontdekt een manier om de shockbehandeling te vermijden. Hij informeert de andere beestmensen erover en samen breken ze uit. Rond dezelfde tijd stort vlak bij het eiland waar de dokter zijn experimenten uitvoert een vliegtuigje neer. De enige overlevende is de Amerikaanse onderhandelaar Edward Douglas. Hij spoelt aan op het eiland en wordt gevonden door Dr. Montgomery, een arts die door zijn idolatie van Dr. Moreau en drugsgebruik gek is geworden. Montgomery brengt Edward naar Dr. Moreau, die Edward meteen op laat sluiten.
Omdat hij vreest voor zijn veiligheid roept Edward de hulp in van Moreaus dochter Aisa. Samen proberen ze van het eiland te ontsnappen, maar ze worden keer op keer gestopt door Montgomery en zijn beestmensen.

## Rolverdeling
| Acteur             | Personage      |
| ------------------ | -------------- |
| Marlon Brando      | Dr. Moreau     |
| Val Kilmer         | Montgomery     |
| David Thewlis      | Edward Douglas |
| Fairuza Balk       | Aissa          |
| Daniel Rigney      | Hyena-zwijn    |
| Temuera Morrison   | Azazello       |
| Nelson de la Rosa  | Majai          |
| Peter Elliott      | Assassimon     |
| Mark Dacascos      | Lo-Mai         |
| Ron Perlman        | Verteller      |
| Marco Hofschneider | M'Ling         |
| Miguel López       | Waggdi         |
| Neil Young         | Varkensman     |
| David Hudson       | Bizonman       |
| Clare Grant        | Vossenvrouw    |

## Achtergrond

### Productie
De productie van de film verliep problematisch. De oorspronkelijke regisseur en scenarioschrijver Richard Stanley werd na een paar dagen ontslagen vanwege onenigheid. Hij keerde op aandringen van Marlon Brando in het geheim terug naar de set, vermomd als een van de beestmensen. Zo speelde hij in de rest van de film mee.
Een ander probleem was een ruzie tussen de nieuwe regisseur John Frankenheimer en acteur Val Kilmer. Frankenheimer maakte openlijk bekend een hekel te hebben aan Kilmer en nooit met hem geassocieerd te willen worden. Frankenheimer had ook onenigheid met Brando en de studio, daar zij zich zorgen maakten om de richting die hij in sloeg met de film.

### Ontvangst
De film werd met slechte recensies ontvangen en bracht wereldwijd $49 miljoen op. Daarmee dekte de film het budget van 40 miljoen, maar was desondanks een financiële mislukking.

## Prijzen en nominaties
In 1997 werd “The Island of Dr. Moreau” genomineerd voor acht prijzen en won er een.
- De Saturn Award voor beste grime
- De Saturn Award voor beste sciencefictionfilm
- Zes Golden Raspberry Awards:
  - Slechtste mannelijke bijrol (Marlon Brando) – gewonnen
  - Slechtste regisseur
  - Slechtste film
  - Slechtste schermduo (Marlon Brando en "That Darn Dwarf")
  - Slechtste scenario
  - Slechtste mannelijke bijrol (Val Kilmer)